# N58 (België)
De N58, in de volksmond de weg Pecq-Armentières, is een weg in België. De weg is voor een groot stuk uitgevoerd als expresweg. De N58 heeft een politiek heel beladen geschiedenis. De weg was in eerste instantie de bedoeld om de kleine Waalse exclave Komen-Waasten, die ingesloten ligt tussen West-Vlaanderen en Frankrijk, te ontsluiten en direct te verbinden met de regio Moeskroen en Doornik. Bovendien vormde deze weg een ontbrekend stuk van de grote ringweg rond de Franse stad Rijsel.
Mede door de jarenlange discussie tussen Vlaamse en Waalse overheden, en de vanuit beide kanten gehanteerde regels rond compensaties, werd de weg gekoppeld aan de afwerking van de autosnelweg A17/E403. Verschillende decennia stopte deze voor Wallonië belangrijke N58 aan de Vlaamse taalgrens, en was die onbruikbaar. Aan de andere kant stopte de E403, die voor Vlaanderen van groot economisch belang was, aan de Waalse taalgrens.
Uiteindelijk konden beide gewestwegen begin jaren 90 afgewerkt worden.
De N58 begint aan de afrit van E403-autosnelweg Dottenijs, en loopt als een rijweg met twee tweevaksrijbanen langs Moeskroen, waar ze onder andere via een tunnel tussen het stadscentrum en een industriezone en buitenwijk loopt. Op grondgebied van Rekkem en Lauwe is een oprit naar de autosnelweg E17 en het logistiek centrum LAR. De N58 stopt in Lauwe ter hoogte van de weg Rekkem-Kortrijk, de Dronckaertstraat.
De bedoeling was om de N58 via een lus rond Rekkem en Menen door te trekken, maar om politieke, ecologische en stedenbouwkundige redenen ging dit niet door. Er werd geopteerd voor een tussenoplossing.
Op de autosnelweg A19 werd een nieuwe afrit gebouwd ter hoogte van Geluwe, die naadloos overgaat in een nieuw stuk van de weg N58. Via Geluwe en Wervik, waar de weg uit twee vakken bestaat, wordt in Komen opnieuw het Waals Gewest bereikt, waar de weg terug op een snelweg lijkt, met op- en afritten. Via Waasten, Ploegsteert en Le Bizet eindigt de N58 net over de grens met Frankrijk, op het grondgebied van Deûlémont, aan de zogenaamde Pont du Badou.
Gezien de groei van het verkeer rondom de Rijselse metropool zijn er in de toekomst plannen om de N58 uit te breiden naar een snelweg, vooral het deel tussen Deûlémont en Geluwe komt in aanmerking. Een beslissing hieromtrent is echter nog niet gevallen.